# Kandidatenturnier London 2013
|                        |                   |
| Boris Gelfand          | Pjotr Swidler     |
|                        |                   |
| Alexander Grischtschuk | Wassyl Iwantschuk |
|                        |                   |
| Magnus Carlsen         | Lewon Aronjan     |
|                        |                   |
| Wladimir Kramnik       | Teymur Rəcəbov    |

Das Kandidatenturnier London 2013 war ein Kandidatenturnier des Schachweltverbandes FIDE, das vom 14. März bis 2. April 2013 in London stattfand. Der Sieger Magnus Carlsen durfte Schachweltmeister Viswanathan Anand in der Schachweltmeisterschaft 2013 herausfordern.

## Vorgeschichte
Im Februar 2012 wurde von FIDE-Präsident Kirsan Ilyumzhinov das Kandidatenturnier für das vierte Quartal 2012 in London angekündigt. Für eine Überraschung sorgte dabei die Bekanntgabe des neuen Turniermanagers Andrew Paulson, an dessen Firma AGON für elf Jahre die Rechte für die Weltmeisterschaft vergeben wurden.
Der FIDE-Zeitplan wurde bald von verschiedenen Schachmeistern kritisiert, da im vierten Quartal die Schachhauptsaison läuft und auch das Turnier Bilbao Chess Masters Final abgehalten wird. Als Reaktion auf die Kritik verschob die FIDE das Kandidatenturnier auf das erste Quartal 2013.
Der norwegische Großmeister Magnus Carlsen hatte auf eine Teilnahme im Kandidatenturnier der Schachweltmeisterschaft 2012 verzichtet. Da er – was die Elo-Zahl betrifft – der stärkste Schachspieler der Welt ist, wäre ein Kandidatenturnier ohne ihn nicht wünschenswert. Seine Kritik am Turniersystem wurde von der FIDE akzeptiert und auch der vorgeschlagene Modus als Rundenturnier eingeführt.

## Regeln
Acht Spieler bestritten ein doppeltes Rundenturnier.
Sieger wurde der Spieler mit den meisten Punkten. Bei Punktegleichheit entschieden:
1. der direkte Vergleich der Punktgleichen,
2. die Anzahl der Gewinnpartien.

Die Zeitregeln für jedes Spiel waren:
- 120 Minuten für die ersten 40 Züge
- 60 Minuten für die nächsten 20 Züge
- 15 Minuten für den Rest des Spiels sowie weitere 30 Sekunden pro Zug ab dem 61. Zug.

Es wurden insgesamt € 510.000 an Preisgeldern vergeben:
| Platzierung | Preis     |
| ----------- | --------- |
| 1.          | € 115.000 |
| 2.          | € 107.000 |
| 3.          | € 91.000  |
| 4.          | € 67.000  |
| 5.          | € 48.000  |
| 6.          | € 34.000  |
| 7.          | € 27.000  |
| 8.          | € 21.000  |

## Teilnehmer
Die acht Startplätze wurden vom Verlierer der Schachweltmeisterschaft 2012, den drei bestplatzierten Spielern des Schachweltpokals 2011, den drei Spielern mit der besten Elo-Wertung aus dem Durchschnitt der Wertungen Juli 2011 und Januar 2012 sowie einem vom Veranstalter nominierten Spieler, der eine Wertung von mindestens 2700 haben musste, eingenommen.
| Qualifiziert durch                                                                            | Spieler                |
| --------------------------------------------------------------------------------------------- | ---------------------- |
| Verlierer der Schachweltmeisterschaft 2012                                                    | Boris Gelfand          |
| Gewinner des Schachweltpokals 2011                                                            | Pjotr Swidler          |
| Zweiter des Schachweltpokals 2011                                                             | Alexander Grischtschuk |
| Dritter des Schachweltpokals 2011                                                             | Wassyl Iwantschuk      |
| Drei weitere Spieler mit den höchsten Elo-Zahlen (Durchschnitt vom Juli 2011 und Januar 2012) | Magnus Carlsen         |
| Drei weitere Spieler mit den höchsten Elo-Zahlen (Durchschnitt vom Juli 2011 und Januar 2012) | Lewon Aronjan          |
| Drei weitere Spieler mit den höchsten Elo-Zahlen (Durchschnitt vom Juli 2011 und Januar 2012) | Wladimir Kramnik       |
| Nominierung durch den Turnierveranstalter (Elo-Zahl über 2700 im Januar 2012 nötig)           | Teymur Rəcəbov         |

## Statistik
FIDE-Geschäftsführer Geoffrey Borg veröffentlichte kurz vor Beginn des Turniers eine Statistik aller teilnehmenden Spieler.
| Statistik                                 | Anzahl | Spieler                                 |
| ----------------------------------------- | ------ | --------------------------------------- |
| Anzahl der Spiele zwischen allen Spielern | 1303   |                                         |
| Häufigste Paarung                         | 95     | Wassyl Iwantschuk – Wladimir Kramnik    |
| Seltenste Paarung                         | 24     | Magnus Carlsen – Alexander Grischtschuk |
| Meiste Spiele                             | 448    | Wassyl Iwantschuk                       |
| Wenigste Spiele                           | 250    | Teymur Rəcəbov                          |

Detaildaten zur Tabelle finden sich auf der FIDE London 2013-Homepage.

## Turnierverlauf
Die erste Runde verlief erwartungsgemäß: Wie bei vielen Turnieren der höchsten Kategorie ging keiner der Spieler ein Risiko ein. Vier unspektakuläre Remisen waren die Folge. Im Gegensatz zum Kandidatenturnier für die Weltmeisterschaft 2012 wurden jedoch in der Folge zahlreiche Partien entschieden. Bald konnten sich die Elo-Favoriten Carlsen und Aronjan absetzen und beendeten die erste Turnierhälfte gleichauf mit 5 Punkten aus sieben Partien.
Der zweite Umlauf wurde vor allem von einer Aufholjagd Wladimir Kramniks geprägt, der mit sieben Remisen gestartet war – ihm gelangen vier Siege (gegen Swidler, Rəcəbov, Grischtschuk und Aronjan). Eine Schlüsselrolle spielte Iwantschuk mit Erfolgen gegen die beiden späteren Erstplatzierten. Dass der Ukrainer nicht in den Kampf um die Spitze eingreifen konnte, lag auch – wie bereits öfter in seiner Karriere – an Problemen bei der Einteilung der Bedenkzeit, z. B. in Runde 8 gegen Grischtschuk.
oder in Runde 10 gegen Aronjan.
In Runde 12 setzte sich Kramnik durch seinen Sieg gegen Aronjan, der schon zwei weitere Partien verloren hatte, an die alleinige Spitze, da Carlsen gegen Iwantschuk unterlag. Dann gelang es Carlsen in Runde 13, ein ausgeglichenes Endspiel gegen Rəcəbov zu gewinnen und dadurch wieder mit Kramnik gleichzuziehen.

Die letzte Runde geriet zur Nervenschlacht: Weder Kramnik noch Carlsen wagten es, sich auf ein Remis einzulassen, so lange sie nicht wussten, wie sich das Geschehen bei dem jeweils anderen entwickelt. Im Endeffekt verloren sie beide (gegen Iwantschuk bzw. Swidler), und Carlsen gewann das Kandidatenturnier, entschieden gegen Kramnik durch die dritte Wertung. Er erwarb somit das Recht, Weltmeister Viswanathan Anand herauszufordern. 

## Endstand
Das Endergebnis des Turniers lautet:
| Rang | Teilnehmer             | Elo-Zahl März 2013 | 1   | 2   | 3   | 4   | 5   | 6   | 7   | 8   | Punkte | Feinwertungen      | Feinwertungen |
| Rang | Teilnehmer             | Elo-Zahl März 2013 | 1   | 2   | 3   | 4   | 5   | 6   | 7   | 8   | Punkte | Direkter Vergleich | Siege         |
| ---- | ---------------------- | ------------------ | --- | --- | --- | --- | --- | --- | --- | --- | ------ | ------------------ | ------------- |
| 1    | Magnus Carlsen         | 2872               | * * | ½ ½ | 1 0 | ½ ½ | 1 1 | 1 ½ | ½ 0 | ½ 1 | 8,5    | 1                  | 5             |
| 2    | Wladimir Kramnik       | 2810               | ½ ½ | * * | ½ 1 | ½ 1 | ½ ½ | ½ 1 | ½ 0 | 1 ½ | 8,5    | 1                  | 4             |
| 3    | Pjotr Swidler          | 2747               | 0 1 | ½ 0 | * * | ½ 1 | ½ ½ | ½ ½ | ½ 1 | 1 ½ | 8,0    | 1½                 |               |
| 4    | Lewon Aronjan          | 2809               | ½ ½ | ½ 0 | ½ 0 | * * | 1 0 | ½ ½ | 1 1 | 1 1 | 8,0    | ½                  |               |
| 5    | Boris Gelfand          | 2740               | 0 0 | ½ ½ | ½ ½ | 0 1 | * * | ½ ½ | ½ ½ | ½ 1 | 6,5    | 1                  | 2             |
| 6    | Alexander Grischtschuk | 2764               | 0 ½ | ½ 0 | ½ ½ | ½ ½ | ½ ½ | * * | ½ 1 | ½ ½ | 6,5    | 1                  | 1             |
| 7    | Wassyl Iwantschuk      | 2757               | ½ 1 | ½ 1 | ½ 0 | 0 0 | ½ ½ | ½ 0 | * * | 0 1 | 6,0    |                    |               |
| 8    | Teymur Rəcəbov         | 2793               | ½ 0 | ½ 0 | 0 ½ | 0 0 | ½ 0 | ½ ½ | 1 0 | * * | 4,0    |                    |               |

Von den insgesamt 56 Partien endeten 31 Remis, fünfzehnmal gewann Weiß und zehnmal Schwarz. Weiß erzielte 30½ von 56 Punkten (54 %), Schwarz 25½ Punkte (46 %).

## Rundenergebnisse

### Runde 1
| Runde 1 – 15. März 2013 |                        |     |                             |
| Lewon Aronjan           | Magnus Carlsen         | ½–½ | E11 Bogo-Indisch            |
| Boris Gelfand           | Teymur Rəcəbov         | ½–½ | E11 Bogo-Indisch            |
| Wassyl Iwantschuk       | Alexander Grischtschuk | ½–½ | E05 Katalanisch             |
| Pjotr Swidler           | Wladimir Kramnik       | ½–½ | D35 Abgelehntes Damengambit |

### Runde 2
| Runde 2 – 16. März 2013      |                         |     |                                     |
| Magnus Carlsen (0,5)         | Wladimir Kramnik (0,5)  | ½–½ | A33 Englische Symmetrievariante     |
| Alexander Grischtschuk (0,5) | Pjotr Swidler (0,5)     | ½–½ | C84 Geschlossenes Spanisch          |
| Teymur Rəcəbov (0,5)         | Wassyl Iwantschuk (0,5) | 1–0 | A88 Holländisch, Leningrader System |
| Lewon Aronjan (0,5)          | Boris Gelfand (0,5)     | 1–0 | A04 Englische Symmetrievariante     |

|   | a | b | c | d | e | f | g | h |   |
| 8 |   |   |   |   |   |   |   |   | 8 |
| 7 |   |   |   |   |   |   |   |   | 7 |
| 6 |   |   |   |   |   |   |   |   | 6 |
| 5 |   |   |   |   |   |   |   |   | 5 |
| 4 |   |   |   |   |   |   |   |   | 4 |
| 3 |   |   |   |   |   |   |   |   | 3 |
| 2 |   |   |   |   |   |   |   |   | 2 |
| 1 |   |   |   |   |   |   |   |   | 1 |
|   | a | b | c | d | e | f | g | h |   |

Aronjan-Gelfand nach dem 25. Zug von Schwarz
In der Diagrammstellung zog Aronjan 26. Lh6+! Wird der Läufer genommen, folgt eine Springergabel: 26. … Kxh6 27. Txc8 Lxc8 28. Sxf7+ und 29. Sxd8. Es geschah 26. … Kg8, wonach jedoch der schwarze König nicht mehr ins Spiel kam.

### Runde 3
| Runde 3 – 17. März 2013 |                              |     |                                                         |
| Boris Gelfand (0,5)     | Magnus Carlsen (1,0)         | 0–1 | D52 Abgelehntes Damengambit, Cambridge-Springs-Variante |
| Wassyl Iwantschuk (0,5) | Lewon Aronjan (1,5)          | 0–1 | A45 Trompowsky-Eröffnung                                |
| Pjotr Swidler (1,0)     | Teymur Rəcəbov (1,5)         | 1–0 | E81 Königsindische Verteidigung, Sämisch-Variante       |
| Wladimir Kramnik (1,0)  | Alexander Grischtschuk (1,0) | ½–½ | D71 Grünfeld-Indische Verteidigung                      |

### Runde 4
| Runde 4 – 19. März 2013 |                              |     |                                          |
| Teymur Rəcəbov (1,5)    | Wladimir Kramnik (1,5)       | ½–½ | E54 Nimzoindisch, Rubinstein-System      |
| Magnus Carlsen (2,0)    | Alexander Grischtschuk (1,5) | 1–0 | C65 Spanisch, Berliner Verteidigung      |
| Boris Gelfand (0,5)     | Wassyl Iwantschuk (0,5)      | ½–½ | D07 Damengambit, Tschigorin-Verteidigung |
| Lewon Aronjan (2,5)     | Pjotr Swidler (2,0)          | ½–½ | D22 Angenommenes Damengambit             |

### Runde 5
| Runde 5 – 20. März 2013      |                      |     |                                    |
| Pjotr Swidler (2,5)          | Boris Gelfand (1,0)  | ½–½ | D85 Grünfeld-Indische Verteidigung |
| Wladimir Kramnik (2,0)       | Lewon Aronjan (3,0)  | ½–½ | A07 Königsindischer Angriff        |
| Wassyl Iwantschuk (1,0)      | Magnus Carlsen (3,0) | ½–½ | D82 Grünfeld-Indische Verteidigung |
| Alexander Grischtschuk (1,5) | Teymur Rəcəbov (2,0) | ½–½ | D35 Abgelehntes Damengambit        |

### Runde 6
| Runde 6 – 21. März 2013      |                         |     |                                                    |
| Pjotr Swidler (3,0)          | Magnus Carlsen (3,5)    | 0–1 | C84 Spanische Partie, Geschlossen                  |
| Wladimir Kramnik (2,5)       | Wassyl Iwantschuk (1,5) | ½–½ | E00 Katalanische Eröffnung                         |
| Alexander Grischtschuk (2,0) | Boris Gelfand (1,5)     | ½–½ | B30 Sizilianische Verteidigung, Rossolimo-Variante |
| Teymur Rəcəbov (2,5)         | Lewon Aronjan (3,5)     | 0–1 | C65 Spanische Partie, Berliner Verteidigung        |

### Runde 7
| Runde 7 – 23. März 2013 |                               |     |                                                    |
| Magnus Carlsen (4,5)    | Teymur Rəcəbov (2,5)          | ½–½ | B30 Sizilianische Verteidigung, Rossolimo-Variante |
| Lewon Aronjan (4,5)     | Alexander Grischtschhuk (2,5) | ½–½ | E18 Damenindische Verteidigung                     |
| Boris Gelfand (2,0)     | Wladimir Kramnik (3,0)        | ½–½ | E54 Nimzowitsch-Indisch, Moderne Variante          |
| Wassyl Iwantschuk (2,0) | Pjotr Swidler (3,0)           | ½–½ | C45 Schottische Partie                             |

### Runde 8
| Runde 8 – 24. März 2013      |                         |     |                                    |
| Teymur Rəcəbov (3,0)         | Boris Gelfand (2,5)     | 0–1 | A04 Réti-Eröffnung                 |
| Alexander Grischtschuk (3,0) | Wassyl Iwantschuk (2,5) | 1–0 | B35 Beschleunigte Drachenvariante  |
| Wladimir Kramnik (3,5)       | Pjotr Swidler (3,5)     | 1–0 | D85 Grünfeld-Indische Verteidigung |
| Magnus Carlsen (5,0)         | Lewon Aronjan (5,0)     | ½–½ | A15 Englische Eröffnung            |

### Runde 9
| Runde 9 – 25. März 2013 |                              |     |                                     |
| Wladimir Kramnik (4,5)  | Magnus Carlsen (5,5)         | ½–½ | E06 Katalanisch                     |
| Pjotr Swidler (3,5)     | Alexander Grischtschuk (4,0) | ½–½ | E81 Königsindisch (Sämisch-Angriff) |
| Wassyl Iwantschuk (2,5) | Teymur Rəcəbov (3,0)         | 1–0 | D37 Damengambit mit 5. Lf4          |
| Boris Gelfand (3,5)     | Lewon Aronjan (5,5)          | 1–0 | D37 Damengambit mit 5. Lf4          |

Carlsen führte mit 6,0 Punkten knapp gefolgt von Aronjan mit 5,5 und Kramnik mit 5,0 Punkten.

### Runde 10
| Runde 10 – 27. März 2013     |                         |     |                                                                |
| Alexander Grischtschuk (4,5) | Wladimir Kramnik (5,0)  | 0–1 | C67 Spanisch, (Berliner Verteidigung, Rio-de-Janeiro-Variante) |
| Magnus Carlsen (6,0)         | Boris Gelfand (4,5)     | 1–0 | B30 Sizilianisch (Rossolimo-Variante)                          |
| Lewon Aronjan (5,5)          | Wassyl Iwantschuk (3,5) | 1–0 | A52 Budapester Gambit (Hauptvariante)                          |
| Teymur Rəcəbov (3,0)         | Pjotr Swidler (4,0)     | ½–½ | D85 Grünfeld-Verteidigung (Hauptfortsetzung)                   |

### Runde 11
| Runde 11 – 28. März 2013     |                      |     |                                            |
| Alexander Grischtschuk (4,5) | Magnus Carlsen (7,0) | ½–½ | D90 Grünfeld-Verteidigung (Flohr-Variante) |
| Wladimir Kramnik (6,0)       | Teymur Rəcəbov (3,5) | 1–0 | E60 Königsindisch ohne Sc3                 |
| Pjotr Swidler (4,5)          | Lewon Aronjan (6,5)  | 1–0 | E26 Nimzo-Indisch (Sämisch-Variante)       |
| Wassyl Iwantschuk (3,5)      | Boris Gelfand (4,5)  | ½–½ | D93 Grünfeld-Verteidigung mit 5. Lf4       |

### Runde 12
| Runde 12 – 29. März 2013 |                              |     |                                                     |
| Magnus Carlsen (7,5)     | Wassyl Iwantschuk (4,0)      | 0–1 | B48 Sizilianisch (Paulsen-Variante)                 |
| Boris Gelfand (5,0)      | Pjotr Swidler (5,5)          | ½–½ | A15 Englisch                                        |
| Lewon Aronjan (6,5)      | Wladimir Kramnik (7,0)       | 0–1 | D42 Damengambit (Verbesserte Tarrasch-Verteidigung) |
| Teymur Rəcəbov (3,5)     | Alexander Grischtschuk (5,0) | ½–½ | E35 Nimzo-Indisch mit 4. Dc2                        |

### Runde 13
| Runde 13 – 31. März 2013     |                         |     |                                   |
| Teymur Rəcəbov (4,0)         | Magnus Carlsen (7,5)    | 0–1 | E32 Nimzo-Indisch mit 4. Dc2      |
| Alexander Grischtschuk (5,5) | Lewon Aronjan (6,5)     | ½–½ | A09 Réti-Eröffnung                |
| Wladimir Kramnik (8,0)       | Boris Gelfand (5,5)     | ½–½ | E60 Königsindisch ohne Sc3        |
| Pjotr Swidler (6,0)          | Wassyl Iwantschuk (5,0) | 1–0 | C02 Französisch (Vorstoßvariante) |

### Runde 14
| Runde 14 – 1. April 2013 |                              |     |                                                         |
| Magnus Carlsen (8,5)     | Pjotr Swidler (7,0)          | 0–1 | C84 Geschlossene Verteidigung (Spanische Partie) mit d3 |
| Wassyl Iwantschuk (5,0)  | Wladimir Kramnik (8,5)       | 1–0 | A41 Pillsbury-Verteidigung                              |
| Boris Gelfand (6,0)      | Alexander Grischtschuk (6,0) | ½–½ | D85 Grünfeld-Verteidigung (Hauptfortsetzung)            |
| Lewon Aronjan (7,0)      | Teymur Rəcəbov (4,0)         | 1–0 | E71 Königsindisch mit 5. h3 (Makogonow-Variante)        |

## Veranstaltungsort
Das Turnier wurde im Konferenzzentrum IET London Savoy Place (großer Vortragssaal) ausgetragen.